# كريستيان مالي
كريستيان مالي (بالألمانية: Christian Mali)‏ هو رسام ألماني، ولد في 2 أكتوبر 1832 في أوترخت في هولندا، وتوفي في 1 أكتوبر 1906 في ميونخ في ألمانيا.